# Orden Civil de Sanidad
La Orden Civil de Sanidad es la máxima condecoración civil española que se concede como honor, distinción y reconocimiento públicos, para premiar méritos, conductas, actividades o servicios relevantes o excepcionales, en el ámbito de la sanidad. Puede ser concedida a personas y corporaciones, nacionales y extranjeras.
El ingreso a la orden se suele conceder anualmente, en nombre del rey, cada 7 de abril, Día Mundial de la Salud.

## Historia
La reina regente María Cristina de Borbón estableció la Cruz de Epidemias por real orden de 15 de agosto de 1838, a petición de la Junta Superior de Medicina y Cirugía de España, para premiar el cumplimiento relevante del ejercicio de la profesión sanitaria. Posteriormente, a causa de una epidemia de cólera, se creó la Orden Civil de la Beneficencia por real decreto de 17 de mayo de 1856, para reconocer la virtud del ejercicio de caridad en actividades no profesionales. Ambas condecoraciones se fundieron por real decreto de 29 de julio de 1910, quedándose con el nombre de Orden Civil de la Beneficencia.
Esta situación provocó serias desventajas, ya que las dos condecoraciones habían sido creadas para premiar acciones distintas. Ante estas circunstancias, se decidió restablecer, por decreto de 27 de julio de 1943, la Cruz de Epidemias con la nueva denominación de Orden Civil de Sanidad, separándola de la Orden de la Beneficencia. La nueva orden contaba con tres grados: Gran Cruz, Encomienda y Cruz sencilla.
Las insignias de la orden fueron creadas por orden ministerial de 8 de noviembre del mismo año y el 3 de enero de 1944 se estableció el subgrado de Encomienda con derecho y uso de placa. Por orden de 1 de julio de 1961 se creó el primer reglamento de la orden, para unificar su normativa. Se limitó el número de miembros en el grado de gran cruz a 100, sin contar a los miembros extranjeros o póstumos. Además, se estableció un consejo de la orden.

### Regulación actual
Actualmente, la Orden Civil de Sanidad está regulada por el real decreto 1270/1983, de 30 de marzo, y las órdenes del 14 de abril de 1987 y 14 de enero de 1997 que regulan la composición del Consejo de la Orden.

## Grados e insignia

### Gran Cruz
También llamada Gran Cruz de Sanidad. Los condecorados con este grado se denominan caballeros y damas Gran Cruz y tienen el tratamiento de excelentísimo señor o excelentísima señora.
Una cruz con los mismos caracteres descritos para la Cruz Sencilla, pero de 55 por 55 milímetros de tamaño y sobrepuesta en una placa de oro abrillantado que se llevará en el lado izquierdo del pecho. La banda será de 10 centímetros de anchura y de color amarillo ocre, con dos rayas negras de 12 milímetros de ancho situadas a seis milímetros de cada borde, e irá colocada desde el hombro derecho al costado izquierdo y rematada en sus extremos por un rosetón picado confeccionado con la misma cinta del que penderá la cruz.

### Encomienda
También llamada Encomienda de Sanidad. Los condecorados con este grado se denominan caballeros y damas comendadores y tienen el tratamiento de ilustrísimo señor o ilustrísima señora. Puede concederse en el subgrado de Encomienda con placa, con derecho de uso de placa igual a la de Gran Cruz además de las insignias de la Encomienda.
Será igual a la Cruz Sencilla, pero se llevará pendiente del cuello mediante una cinta de la anchura y colores reseñados para aquélla.

### Cruz Sencilla
También llamada Cruz de Sanidad. Los condecorados con este grado se denominan caballeros y damas de la Orden y no tienen otro tratamiento que el de señor o señora.
Una cruz de cuatro por cuatro centímetros de tamaño, de brazos iguales, de forma tricúspide, esmaltada en blanco y ribeteados de oro con las puntas rematadas en globos del mismo metal. En el espacio comprendido entre cada brazo habrá tres rayos de oro de cinco milímetros de longitud los laterales y de ocho milímetros el central. En el centro, de forma ovalada, estará el escudo de España, esmaltado en colores sobre fondo de gules, orlado por un lema en letras doradas sobre fondo del mismo color, que dirá: «AI Mérito Sanitario». Entre el brazo superior de la cruz y la anilla habrá una corona olímpica de hojas de roble a la diestra y palma verde en la siniestra. En el óvalo del reverso de la cruz y sobre fondo de azur irá el emblema de la Sanidad Nacional, esmaltado en colores. La cruz se llevará pendiente de un pasador con una cinta de tres centímetros de anchura de color amarillo ocre con dos rayas negras de cuatro milímetros de ancho, situadas a dos milímetros de distancia de los bordes.
| Insignias y pasadores de la Orden Civil de Sanidad | Insignias y pasadores de la Orden Civil de Sanidad | Insignias y pasadores de la Orden Civil de Sanidad | Insignias y pasadores de la Orden Civil de Sanidad |
| Grado                                              | Gran Cruz                                          | Encomienda                                         | Cruz Sencilla                                      |
| -------------------------------------------------- | -------------------------------------------------- | -------------------------------------------------- | -------------------------------------------------- |
| Insignia                                           |                                                    |                                                    |                                                    |
| Pasador                                            |                                                    |                                                    |                                                    |

## Consejo de la Orden
La composición del Consejo es:

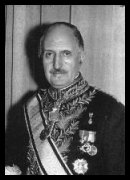
Gabriel Sánchez de la Cuesta, con las antiguas insignias de la Orden Civil de Sanidad.

- Gran canciller: la ministra de Sanidad, Mónica García Gómez.
- Canciller: la subsecretaria de Sanidad, Ana María Sánchez Hernández.
- Cuatro vocales: dos miembros de la orden con el grado de Gran Cruz y dos con el grado de Encomienda, designados por el gran canciller a propuesta del canciller.
- Secretario: el secretario general técnico del Ministerio de Sanidad, Jacobo Fernández Álvarez.

El gran canciller preside la reunión de los miembros de la orden y ostenta su representación corporativa.
El Consejo debe reunirse cuando sea convocado por el gran canciller o canciller. Le corresponde asistir e informar al ministro de Sanidad —como gran canciller— emitiendo informes sobre las propuestas de ingreso a la orden.
El secretario es el encargado de expedir las certificaciones de ingreso a la Orden, mantener su libro de registro y actualizar periódicamente los expedientes de sus miembros.

## Ingreso en la orden

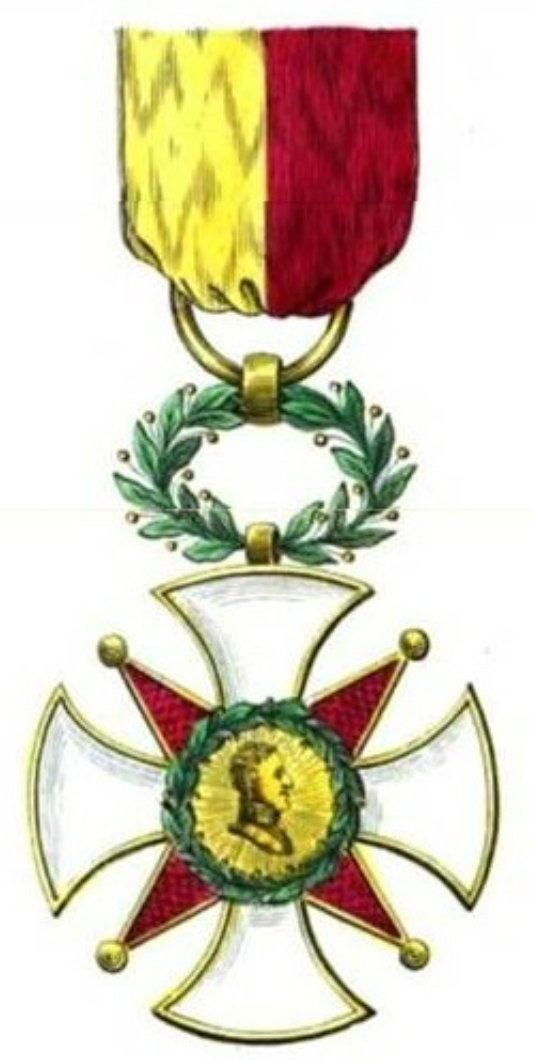
Cruz de Epidemias (1838).

El procedimiento de ingreso en la orden puede ser iniciado por el Consejo de Ministros o a instancia de instituciones, asociaciones u otros, expresando los méritos y circunstancias relevantes de la persona propuesta.
Las propuestas de ingreso son formuladas por el canciller y son aprobadas de distintas formas según el grado:
- Gran Cruz: por real decreto acordado en Consejo de Ministros.
- Encomienda: por orden del ministro de Sanidad.
- Cruz Sencilla: por resolución del subsecretario de Sanidad.

Anualmente, solo se pueden conceder cinco grandes cruces, 10 encomiendas con placa, 20 encomiendas y 50 cruces sencillas.
Los méritos o circunstancias que debe reunir un miembro de la orden son:
- Haber dirigido o realizado actividades de prevención de enfermedad o accidentes, promoción de la salud o educación sanitaria de la población, con destacado acierto y notoria oportunidad, evitando graves peligros para la salud pública o mejorando sensiblemente las condiciones de salud de la población.
- Haber prestado atención o asistencia sanitaria, de forma eficaz y relevante, en supuestos importantes de crisis o emergencias sanitarias o con dedicación continuada y permanente y ejemplar al servicio de la comunidad.
- Haber sufrido accidentes o contraído enfermedades graves por causa y en beneficio de funciones sanitarias o asistenciales.
- Haber descubierto o utilizado por primera vez un producto, técnica o procedimiento cuya eficacia o utilidad sanitaria merezca un juicio general favorable.
- Haber realizado estudios, investigaciones o trabajos de notorio mérito y utilidad en el ámbito sanitario o asistencial.
- Haber prestado servicios extraordinarios o de notoria utilidad para los intereses generales de salud de la comunidad.